# Gauchissement

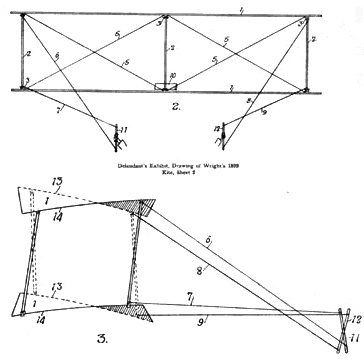
Schéma du planeur des frères Wright de 1899, montrant le renfort d'aile et les cordes attachées à des bâtons à main utilisés pour déformer l'aile en vol. Utilisé comme preuve vers 1920 dans un procès en matière de brevet.

Le gauchissement est l'action de gauchir, c'est-à-dire tordre, vriller. En aéronautique, c'est le nom des commandes de vol de roulis, car au début de l'aviation celui-ci était contrôlé par la torsion de l'aile, même s'il est maintenant assuré sur avion par des gouvernes mobiles, ailerons ou spoilers (et sur hélicoptère par le braquage différentiel - le pas cyclique - des pales du rotor principal). Il est commandé par l'action latérale du pilote sur le manche à balai ou sur le volant.
En premier, les frères Wright mirent au point un système permettant d'appliquer une torsion de sens opposés aux ailes de leur biplan, le « Flyer », pour générer le mouvement de roulis indispensable à la réalisation d'un virage.
Ce système ayant une efficacité limitée, il a vite été remplacé par des gouvernes mobiles situées à la partie externe de l'aile (proches des saumons).
Les avions de ligne modernes disposent en outre d'ailerons internes, plus proches de l'emplanture de l'aile, et de spoilers (destructeurs de portance). Les ailerons externes ne sont utilisés qu'à basse vitesse. En effet, à haute vitesse ils provoquent une torsion de l'aile qui tend à annuler leur effet. Le braquage dissymétrique des spoilers donne de l'efficacité supplémentaire au gauchissement.
Certains avions ne comportent pas d'ailerons, mais seulement des spoilers comme gouvernes de gauchissement (B-52G par ex.), pour éviter la torsion des extrémités des ailes que causeraient des ailerons. 